# Liste der Bodendenkmale in Ottendorf-Okrilla
In der Liste der Bodendenkmale in Ottendorf-Okrilla sind die Bodendenkmale der Gemeinde Ottendorf-Okrilla und ihrer Ortsteile nach dem Stand der Auflistung von Harald Quietzsch und Heinz Jacob aus dem Jahr 1982 aufgelistet. Eventuelle Änderungen und Ergänzungen, insbesondere aus der Zeit nach der Wende, sind nicht berücksichtigt, da für Sachsen aktuell keine neueren allgemein zugänglichen Bodendenkmallisten vorliegen. Die Baudenkmale sind in der Liste der Kulturdenkmale in Ottendorf-Okrilla aufgeführt.
| Denkmal-ID | Fundart             | Ortsteil  | Bezeichnung                     | Zeitstellung | Lage                                                                          | Bemerkungen                  | Bild |
| ---------- | ------------------- | --------- | ------------------------------- | ------------ | ----------------------------------------------------------------------------- | ---------------------------- | ---- |
| ?          | Grabmal > Grabhügel | Hermsdorf | Hügelgräber, Gruppe von 4 Stück | Bronzezeit   | nördlicher Ortsrand, im Wald östlich der Dresdner Straße und südlich der A 4. | Schutz seit 30. Oktober 1972 |      |